# Yume no ginga
El laberinto de los sueños (ユメノ銀河 Yume no ginga?) es una película japonesa en blanco y negro de misterio de 1997 dirigida por Gakuryū Ishii. Esta protagonizada por Rena Komine y Tadanobu Asano en los papeles principales. Se proyectó en la sección Contemporary World Cinema del Festival Internacional de Cine de Toronto de 1997.

## Sinopsis
Tomiko es una joven que trabaja como revisora en un autobús de línea en el Japón del periodo de entreguerras. Un día recibe la noticia de que Tsuyako Tukikawa, una de sus mejores amigas, ha fallecido y se sospecha de su prometido Tatsuo Niitaka como posible asesino en serie de ella y otras chicas de la región. El día antes de su muerte, Tsuyako envía a Tomiko una carta contándole sus inquietudes respecto a su futuro esposo. Sorprendentemente, el propio Niitaka es presentado, poco después, en la empresa de autobuses como nuevo conductor y asignado como compañero de Tomiko, que tratará de averiguar su pasado.

## Reparto
- Rena Komine como Tomiko Tomonari
- Tadanobu Asano como Tatsuo Niitaka
- Kotomi Kyôno como Chieko Yamashita
- Tomoka Kurotani como Tsuyako Tukikawa
- Kirina Mano como Aiko
- Reiko Matsuo como Mineko Matsuura